# Мальцов, Николай Сергеевич
Николай Сергеевич Мальцов (искаж. Мальцев; (9 марта 1849, Санкт-Петербург — 30 августа 1939, Ментона) — шталмейстер высочайшего двора, основатель Симеизской обсерватории в Крыму, почётный член Российской академии наук. Интересовался философией, историей и астрономией.

## Биография
Сын русского промышленника Сергея Ивановича Мальцова (1810—1893) от брака с княжной Анастасией Николаевной Урусовой (1820—1894). Родился в Петербурге, крещён 19 марта 1849 года в Симеоновской церкви, при восприемстве деда Ивана Акимовича Мальцова и Т. Б. Потомкиной.
В 1864 году князь Леонид Дмитриевич Урусов, который был женат на сестре Николая Сергеевича — Марии Сергеевне Мальцовой, подарил служившему при дворе Александра II брату своей супруги имение Воскресенское в Тульской губернии. Николай Сергеевич активно занимался улучшением ведения хозяйства в Воскресенском. Пригласил хорошего управляющего, агронома-садовника, насадил липовый парк, построил дом-дворец (в советское время в нём размещался детский дом, а потом школа). На хороших землях стал получать неплохие урожаи ржи и картофеля. Наконец, в 1897 вошёл в строй винокуренный завод. Крупный рогатый скот и свиньи стали откармливаться бардой с этого завода, сочным клевером и тимофеевкой под присмотром агронома. Зерно и картошка не гнили — их перерабатывал винокуренный завод. Из курских и крымских имений Мальцев привозил фрукты и ягоды, на основе которых винокуренный завод выпускал великолепные настойки.
После смерти 21 декабря 1893 (2 января 1894) года отца Сергея Ивановича Мальцова, Николай Сергеевич, вместе с братом Иваном, вступили во владение имением Новый Симеиз, в восточной части которого, в старом парке, в 1895—1896 году Николай Сергеевич выстроил особняк, в котором прожил до 1919 года. В январе 1909 года братья Мальцовы решили разделить симеизское имение в примерно равных долях и Николай Сергеевич получил восточную часть, где, в основном находились сельхозугодья.
В 1900 году в Крыму на горе Кошка (немного выше Симеиза) построил небольшую астрофизическую обсерваторию, где имелись башня с цейсовским телескопом, двухкамерный астрограф и другое оборудование. После знакомства с А. П. Ганским астрономом и сотрудником Пулковской обсерватории, Н. С. Мальцов передал свою обсерваторию в дар Пулковской обсерватории.
Н. С. Мальцов был избран почетным членом Российской академии наук, от почестей он скромно отказался. Но одна из первых малых планет, открытых в 1913 году в Крыму, названа «Мальцовией», в честь Н. С. Мальцова. «Мальцовия» явилась первой планетой, которой было присвоено русское имя.
В 1919 после революции Н. С. Мальцев эмигрировал во Францию. Не имея семьи, последние годы жизни провёл в Русском доме — доме для престарелых эмигрантов.
Умер 30 августа 1939 и был погребён в Ментоне, (департамент Приморские Альпы, Франция), в ограде церкви Пресвятой Богородицы и Николая Чудотворца.